# Музей искусства и истории культуры (Мюнстер)
Вестфальский музей искусства и истории культуры (нем. LWL-Museum für Kunst und Kultur) — художественно-исторический музей в городе Мюнстер (земля Северный Рейн-Вестфалия), открытый в марте 1908 года и расположенный на Соборной площади в здании, построенном по проекту Германа Шедтлера; музейное здание было расширено в 1974 году под руководством Ханса Шпирца. В 2001—2003 годах археологическая коллекция Музея искусства и истории культуры земли Северный Рейн-Вестфалия была перенесена с город Херне — в отдельный Археологический музей Вестфалии-Липпе; сегодня музейные фонды содержат более 300 000 экспонатов: от искусства раннего Средневековья до произведений современного искусства; в музее регулярно проводятся временные выставки современных художников.

## История и описание

### История
Современный музей появился как «Провинциальный музей Вестфалии» (Landesmuseums des Westfälischen Provinzialverbandes): он представлял широкой аудитории коллекции, собранные «Ассоциацией истории и древностей Вестфалии» (Verein für Geschichte und Altertumskunde Westfalens) и, одновременно, «Ассоциацией искусства Вестфалии» (Westfälischer Kunstverein). Первым директором музея в 1905 году стал историк искусства Адольф Брюнинг (1867—1912); 17 марта 1908 года было открыто новое музейное здание на площади Домплатц, построенное по проекту ганноверского архитектора Германа Шедтлера (1857—1931). Вторым директором музея стал Макс Гайсберг (1875—1943), также специализировавшийся на истории искусства — он занимал данный пост с 1910 по 1934 год. После его увольнения в годы национал-социализма, музей был переименован в «Земельный музей искусства и истории культуры» (Landesmuseum für Kunst und Kulturgeschichte); во время Второй мировой войны его здание было частично разрушено, но восстановлено после 1945 года. После попадания бомбы в здание в 1941 году, музейный фонд был эвакуирован в целую серию различных институтов — вследствие чего потери фондов во время мировой войны оказались относительно невелики.
В период национал-социализма в рамках борьбы с «дегенеративным искусством» из коллекции были изъяты, по разным данным, от 41 до 90 произведений искусства: в том числе работы Кристиана Рольфса, Питера Августа Бёкштигеля, Отто Панкока, Эберхарда Вигенера и Карела Нистрата (Karel Niestrath, 1896—1971). Музейная программа стала включать мероприятия политической и идеологической направленности — такие как выставка «Немецкий Данциг» (Das deutsche Danzig, 1937) или выставка трофейного оружия (Beutewaffe, 1942).
Оригинальное здание было расширено в 1974 году под руководством архитектора Ханса Шпирца (1924—1968) из бюро «Kösters & Balke» и при участии директора музея Пауля Пипера (1912—2000); оно прошло капитальный ремонт в 1999 году. В 2003 году Археологический музей Вестфалии-Липпе, являвшийся ранее частью Музея искусства переехал в Херне. С 2004 года Герман Арнхольд (род. 1962) является директором музея в Мюнстере.

### Коллекция
В музее представлены более 300 000 экспонатов: это произведения искусства, созданные от периода раннего Средневековья до наших дней. Работы, созданные в регионе или соседних областях составляют значительную часть собрания: это и семейные портреты графа местных аристократов, и фрагменты алтарем из монастырей региона, и витражи, созданные для романских соборов.
Средневековая коллекция показывает «срез» практически всего средневекового искусства: панно и витражи, скульптуры и рельефы из дерева и камня, изделия из драгоценных металлов и слоновой кости, литургическое оборудование и предметы одежды. В музее представлены антепендиумы, картины Конрада фон Зоста и романские стеклянные окна мастера Герлаха из коллекции Фрайхерра фон Штейна. Искусство периода Ренессанса представлено не только некоторыми немецкими и голландскими работами (включая Лукаса Кранаха-Старшего и Мабюза), но и произведениями местных художников — так в музее представлены живописные работы семьи художников из мюнстерского рода «tom Ring».
Барочная живопись представлена всеми жанрами; барочная коллекция также включает в себя ювелирные изделия из Аугсбурга и Мюнстера, стеклянные изделия, сундуки и шкафы, мебель для кабинетов и так далее. Исторические события, происходившие в Вестфалии — включая Вестфальский мир — также отражены в собрании. Символизм представлен картиной «Gestade der Vergessenheit», созданной Ойгеном Брахтом (Eugen Bracht, 1842—1921) в нескольких версиях в период с 1889 по 1911 год.
«Галерея современного искусства» (Moderne Galerie), созданная в 1950 году, включает в себя коллекцию картин XX века: это и работы немецкого импрессионизма, и экспрессионизма (арт-группы Мост и Синий всадник; с акцентом на работы Августа Макке), и произведения, созданные в период Баухауса, а также — искусство пятидесятых годов, включая авангард.

### Skulptur.Projekte
С 1977 года каждые десять лет в Мюнстере проходит выставка скульптуры «Skulptur.Projekte», в рамках которой авторы приглашаются в Мюнстер для реализации своих художественных проектов; по истечении 100-дневного выставочного периода многие из работ приобретаются городскими властями, музеем или Мюнстерским университетом, чтобы стать постоянной частью городского пейзажа.

### Библиотека
Библиотека музея располагает фондом в более чем 130 000 томов; самая старая из книг датируется приблизительно 900 годом.